# De Brielmeersen
De Brielmeersen is een park en recreatiedomein van 27 hectare in het centrum van Deinze, beheerd door de Belgische provincie Oost-Vlaanderen. Het bevindt zich tussen de Leie en het Schipdonkkanaal.
Het terrein werd in 1971 door de gemeente Deinze aangekocht, waarna met de aanleg van het park begonnen werd. In 1975 werd gestart met de inrichting van een klein dierenpark. Sinds januari 2015 wordt het park beheerd door de provincie Oost-Vlaanderen.

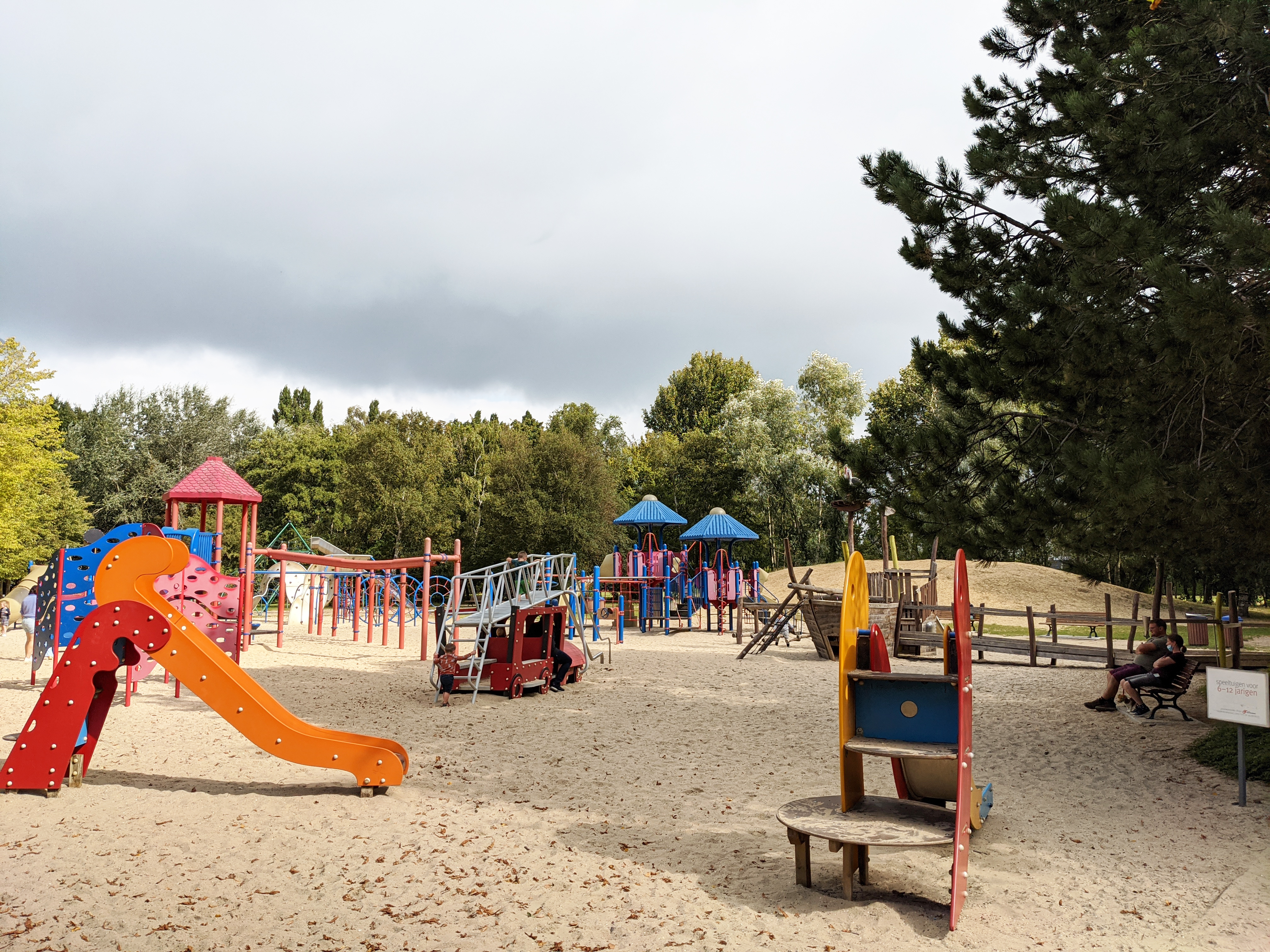
Speeltuin in de Brielmeersen (augustus 2020)

Het domein wordt voornamelijk bezocht door gezinnen met jonge kinderen. Binnen het park vind je een cafetaria, een grote speeltuin, een Finse piste voor jogging, een minigolfterrein en een kinderboerderij. De toegang tot het park is gratis.
Op het terrein bevindt zich verder het Burgemeester Van de Wielestadion, waarin de voetbalclub KMSK Deinze zijn thuiswedstrijden speelde.